# Paul Hampton
Paul Hampton est un acteur et compositeur américain né le 20 août 1937 à Oklahoma City, Oklahoma (États-Unis).

## Filmographie

### comme acteur
- 1958 : Senior Prom : Tom Harper
- 1963 : Wild Is My Love : Ben
- 1966 : Women of the Prehistoric Planet
- 1968 : More Dead Than Alive (en) : Billy
- 1970 : Black Water Gold (TV) : Roger
- 1970 : WUSA de Stuart Rosenberg : Rusty Fargo
- 1971 : Banyon (TV) : David
- 1971 : Private Duty Nurses : Dewey
- 1971 : Nichols (série TV) : Johnson (1971-72)
- 1972 : Man on a String (TV) : Cowboy
- 1972 : Lady Sings the Blues : Harry
- 1973 : Hit! : Barry Strong
- 1975 : Frissons (Shivers) : Roger St Luc
- 1976 : Risko (TV) : Tom Grainger
- 1979 : Dimboola : Ambrose
- 1979 : Survival of Dana (TV) : Bill Snyder
- 1982 : Butterfly : Norton
- 1985 : Takin' It Off (vidéo)
- 1986 : Sword of Honour (feuilleton TV) : Rod Laurence
- 1987 : Winners Take All : Frank Bushing
- 1991 : Never Forget (en) (TV) : Richard Fusilier
- 1992 : Waxwork 2 : Perdus dans le temps (Waxwork II: Lost in Time) : Prosecution
- 1993 : Deadly Exposure : Senator Klein
- 1993 : Babylon 5: Premier contact Vorlon (Babylon 5: The Gathering) (TV) : The Senator
- 1993 : Nashville Blues (The Thing Called Love) : Doug Siskin
- 1995 : The Stranger : Buck
- 1997 : Road to Nhill : Steve
- 2000 : Halifax f.p: A Person of Interest (TV) : Det. Mick McGuiness

### comme compositeur
- 1965 : Une mère pas comme les autres  (série TV)